# Gran Premio de Alemania de Motociclismo de 2005
El Gran Premio de Alemania de Motociclismo de 2005 fue la décima prueba del Campeonato del Mundo de Motociclismo de 2005. Tuvo lugar en el fin de semana del 29 al 31 de julio de 2005 en Sachsenring, situado en Hohenstein-Ernstthal, Sajonia, Alemania. La carrera de MotoGP fue ganada por Valentino Rossi, seguido de Sete Gibernau y Nicky Hayden. Dani Pedrosa ganó la prueba de 250cc, por delante de Alex de Angelis y Hiroshi Aoyama. La carrera de 125cc fue ganada por Mika Kallio, Thomas Lüthi fue segundo y Marco Simoncelli tercero.

## Resultados MotoGP
| Pos | Piloto           | Constructor | Tiempo/Retirado | Parrilla | Puntos |
| --- | ---------------- | ----------- | --------------- | -------- | ------ |
| 1   | Valentino Rossi  | Yamaha      | 35:04.434       | 4        | 25     |
| 2   | Sete Gibernau    | Honda       | +0.685          | 2        | 20     |
| 3   | Nicky Hayden     | Honda       | +0.885          | 1        | 16     |
| 4   | Max Biaggi       | Honda       | +2.365          | 6        | 13     |
| 5   | Alex Barros      | Honda       | +2.855          | 3        | 11     |
| 6   | Shinya Nakano    | Kawasaki    | +4.557          | 12       | 10     |
| 7   | Marco Melandri   | Honda       | +12.269         | 5        | 9      |
| 8   | Colin Edwards    | Yamaha      | +14.849         | 7        | 8      |
| 9   | Loris Capirossi  | Ducati      | +23.489         | 8        | 7      |
| 10  | Makoto Tamada    | Honda       | +27.829         | 15       | 6      |
| 11  | Kenny Roberts Jr | Suzuki      | +42.099         | 9        | 5      |
| 12  | Toni Elías       | Yamaha      | +47.304         | 17       | 4      |
| 13  | Ruben Xaus       | Yamaha      | +1:00.175       | 18       | 3      |
| 14  | Roberto Rolfo    | Ducati      | +1:07.714       | 20       | 2      |
| 15  | Franco Battaini  | Blata       | +1 vuelta       | 22       | 1      |
| Ret | Carlos Checa     | Ducati      | Retirado        | 11       |        |
| Ret | Alex Hofmann     | Kawasaki    | Retirado        | 13       |        |
| Ret | Olivier Jacque   | Kawasaki    | Retirado        | 14       |        |
| Ret | James Ellison    | Blata       | Retirado        | 19       |        |
| Ret | Shane Byrne      | Proton      | Retirado        | 21       |        |
| Ret | John Hopkins     | Suzuki      | Retirado        | 10       |        |
| Ret | Troy Bayliss     | Honda       | Retirado        | 16       |        |

## Resultados 250cc
| Pos | Piloto              | Constructor | Tiempo/Retirado | Parrilla | Puntos |
| --- | ------------------- | ----------- | --------------- | -------- | ------ |
| 1   | Dani Pedrosa        | Honda       | 41:35.089       | 2        | 25     |
| 2   | Alex de Angelis     | Aprilia     | +7.940          | 1        | 20     |
| 3   | Hiroshi Aoyama      | Honda       | +11.171         | 5        | 16     |
| 4   | Andrea Dovizioso    | Honda       | +11.346         | 10       | 13     |
| 5   | Sebastián Porto     | Aprilia     | +11.444         | 4        | 11     |
| 6   | Randy de Puniet     | Aprilia     | +17.536         | 8        | 10     |
| 7   | Casey Stoner        | Aprilia     | +17.949         | 7        | 9      |
| 8   | Héctor Barberá      | Honda       | +22.193         | 9        | 8      |
| 9   | Yuki Takahashi      | Honda       | +42.288         | 6        | 7      |
| 10  | Anthony West        | KTM         | +42.696         | 12       | 6      |
| 11  | Sylvain Guintoli    | Aprilia     | +51.283         | 13       | 5      |
| 12  | Alex Debón          | Honda       | +1:01.959       | 21       | 4      |
| 13  | Dirk Heidolf        | Honda       | +1:03.260       | 18       | 3      |
| 14  | Steve Jenkner       | Aprilia     | +1:13.348       | 16       | 2      |
| 15  | Martín Cárdenas     | Aprilia     | +1:13.813       | 26       | 1      |
| 16  | Jakub Smrž          | Honda       | +1:13.876       | 19       |        |
| 17  | Mirko Giansanti     | Aprilia     | +1:14.151       | 20       |        |
| 18  | Taro Sekiguchi      | Aprilia     | +1:18.289       | 23       |        |
| 19  | Álvaro Molina       | Aprilia     | +1 vuelta       | 28       |        |
| 20  | Radomil Rous        | Honda       | +1 vuelta       | 25       |        |
| 21  | Andreas Martensson  | Yamaha      | +1 vuelta       | 29       |        |
| 22  | Nicklas Cajback     | Yamaha      | +1 vuelta       | 31       |        |
| 23  | Thomas Walther      | Honda       | +2 vueltas      | 32       |        |
| Ret | Simone Corsi        | Aprilia     | Retirado        | 14       |        |
| Ret | Gregory Leblanc     | Aprilia     | Retirado        | 22       |        |
| Ret | Franz Aschenbrenner | Yamaha      | Retirado        | 30       |        |
| Ret | Chaz Davies         | Aprilia     | Retirado        | 15       |        |
| Ret | Andrea Ballerini    | Aprilia     | Retirado        | 24       |        |
| Ret | Alex Baldolini      | Aprilia     | Retirado        | 17       |        |
| Ret | Jorge Lorenzo       | Honda       | Retirado        | 3        |        |
| Ret | Arnaud Vincent      | Fantic      | Retirado        | 27       |        |
| Ret | Roberto Locatelli   | Aprilia     | Retirado        | 11       |        |

## Resultados 125cc
| Pos | Piloto                   | Constructor | Tiempo/Retirado | Parrilla | Puntos |
| --- | ------------------------ | ----------- | --------------- | -------- | ------ |
| 1   | Mika Kallio              | KTM         | 29:46.795       | 1        | 25     |
| 2   | Thomas Lüthi             | Honda       | +0.134          | 3        | 20     |
| 3   | Marco Simoncelli         | Aprilia     | +0.288          | 2        | 16     |
| 4   | Gábor Talmácsi           | KTM         | +0.481          | 8        | 13     |
| 5   | Julián Simón             | KTM         | +1.435          | 5        | 11     |
| 6   | Lukáš Pešek              | Derbi       | +1.628          | 7        | 10     |
| 7   | Fabrizio Lai             | Honda       | +15.039         | 13       | 9      |
| 8   | Joan Olivé               | Aprilia     | +15.256         | 17       | 8      |
| 9   | Aleix Espargaró          | Honda       | +15.305         | 11       | 7      |
| 10  | Pablo Nieto              | Derbi       | +15.524         | 18       | 6      |
| 11  | Manuel Poggiali          | Gilera      | +15.577         | 21       | 5      |
| 12  | Michael Ranseder         | KTM         | +20.873         | 27       | 4      |
| 13  | Lorenzo Zanetti          | Aprilia     | +21.045         | 12       | 3      |
| 14  | Sandro Cortese           | Honda       | +21.186         | 15       | 2      |
| 15  | Raffaele de Rosa         | Aprilia     | +25.343         | 25       | 1      |
| 16  | Stefan Bradl             | KTM         | +26.261         | 26       |        |
| 17  | Karel Abraham            | Aprilia     | +27.185         | 30       |        |
| 18  | Dario Giuseppetti        | Aprilia     | +31.138         | 29       |        |
| 19  | Mateo Túnez              | Aprilia     | +32.802         | 35       |        |
| 20  | Imre Tóth                | Aprilia     | +33.273         | 23       |        |
| 21  | Patrick Unger            | Aprilia     | +34.418         | 36       |        |
| 22  | Vincent Braillard        | Aprilia     | +44.072         | 38       |        |
| 23  | Manuel Hernández         | Aprilia     | +48.367         | 22       |        |
| 24  | Manuel Mickan            | Honda       | +1:06.745       | 41       |        |
| 25  | Hugo vd Berg             | Aprilia     | +1:06.857       | 40       |        |
| 26  | Jordi Carchano           | Aprilia     | +2 vueltas      | 28       |        |
| Ret | Tomoyoshi Koyama         | Honda       | Retirado        | 6        |        |
| Ret | Mike Di Meglio           | Honda       | Retirado        | 20       |        |
| Ret | Ángel Rodríguez Campillo | Honda       | Retirado        | 39       |        |
| Ret | Raymond Schouten         | Honda       | Retirado        | 31       |        |
| Ret | Mattia Pasini            | Aprilia     | Retirado        | 4        |        |
| Ret | Sascha Hommel            | Malaguti    | Retirado        | 37       |        |
| Ret | Federico Sandi           | Honda       | Retirado        | 34       |        |
| Ret | Sergio Gadea             | Aprilia     | Retirado        | 10       |        |
| Ret | Héctor Faubel            | Aprilia     | Retirado        | 9        |        |
| Ret | Andrea Iannone           | Aprilia     | Retirado        | 14       |        |
| Ret | Nicolás Terol            | Derbi       | Retirado        | 33       |        |
| Ret | Michele Pirro            | Malaguti    | Retirado        | 32       |        |
| Ret | Álvaro Bautista          | Honda       | Retirado        | 19       |        |
| Ret | Toshihisa Kuzuhara       | Honda       | Retirado        | 16       |        |
| Ret | Alexis Masbou            | Honda       | Retirado        | 24       |        |